# Robert de Masmines
Robert de Masmines (vers 1387 - † septembre 1430 ou 1431), de son nom complet Robert de Rasseghem, seigneur de Masmines, était un chevalier-capitaine bourguignon et chevalier de l’ordre de la Toison d’or. Il fut seigneur de Masmines, Westrem, Hemelveerdegem, Beerlegem et membre du Conseil de Flandre. Dans le comté de Hainaut, il est gouverneur du duc de Bourgogne.

## Famille

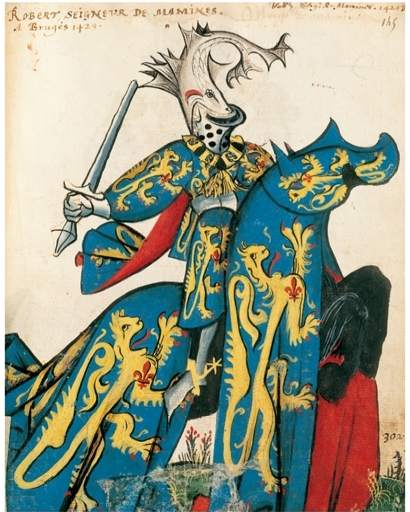
Robert de Masmines dans Le grand armorial équestre de la Toison d'or, Manuscrit BNF Arsenal 4790.

Robert de Masmine est issu de la famille flamande de Rasseghem (Ressegem près de Herzele en Flandre orientale), seigneurs de Masmines près de Wetteren. Il est né vers 1387 de Waléran de Rasseghem, seigneur de Masmines, et de Marguerite de Maerschalk. Sa mère était la fille de Robert de Tyncke, maréchal de Flandre, et de Béatrix de Dampierre. Il épousa Isabelle de Leeuwergem, fille de Gilbert de Leeuwergem et de Marguerite de Ghistelles. Du mariage (Rasseghem-)Masmines-Leeuwergem naquirent deux filles, Béatrix de Masmines, dame de Bellegem, et Marguerite de Rasseghem, dame de Masmines. Marguerite épousa André de Jauche († 1456), fils de Jean de Jauche, seigneur de Mastaing, et d’Isabeau de Walcourt, dame de Brugelette. Sa veuve reçut une rente de Philippe le Bon sur les recettes du domaine princier de Ninove et de Haaltert. Elle fut la dame du château de Ninove jusqu’en 1454 au moins.

## Carrière

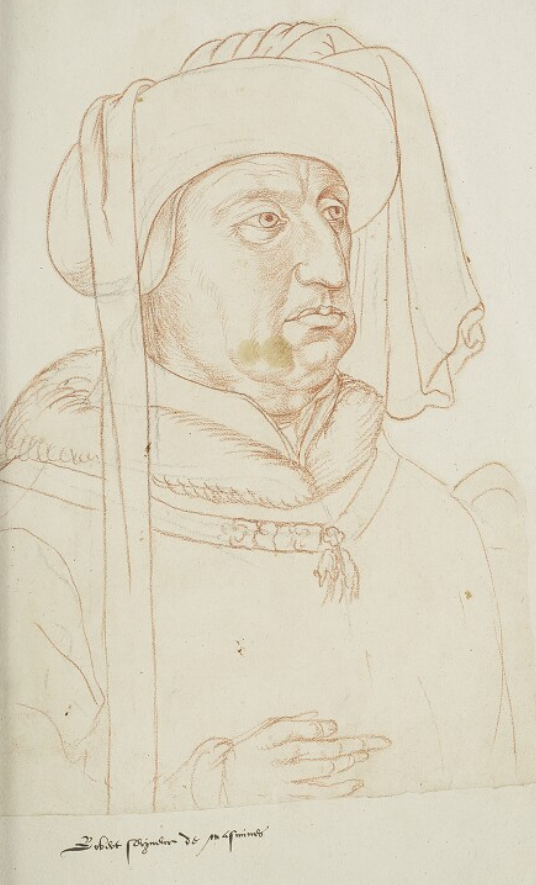
Robert de Masmines.

Seigneur de Westren, Hernelveerdegem, Beerlegem, et autres lieux en Flandre. Il commença sa carrière sous Jean sans Peur, dans les batailles de Paris et de ses environs (1417). Il est blessé au siège de Melun en 1420, ce qui lui vaut d’être fait chevalier par Philippe le Bon. En 1423, il devient membre du collège qui gouverne le comté de Flandre pendant l’absence du duc. Il participe au siège de Compiègne en 1430. Il fait partie de la première promotion de l'ordre, mais meurt en septembre 1430, tué à Bouvignes lors d’une bataille contre les Liégeois révoltés avant le premier chapitre de la Toison d'Or. D'après le chroniqueur Georges Chastellain c'était « un moult vaillant chevalier flandrois ». Son cri était : Nec spe nec metu.

## Dans les arts

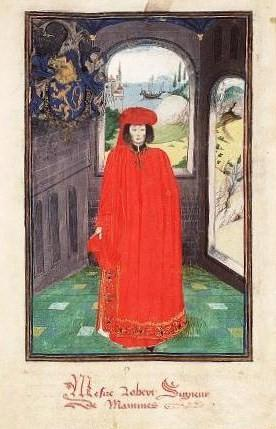
Représentation de Robert de Masmines dans les Statuts, Ordonnances et Armorial de l'Ordre de la Toison d'Or, post mortem, 1473

Dans l’Armorial équestre Toison d’or, Robert de Masmines est représenté en chevalier de l’ordre de la Toison d’or, à cheval et en armure complète, il y est le 18e chevalier du duché de Bourgogne.
Le portrait d’un vaillant homme (ou Portrait d'un homme gros, peint vers 1425/30, représenterait Robert des Masmines. Il occupe une place particulière dans l’œuvre attribuée au Maître de Flémalle (de l’atelier du vieux maître néerlandais Robert Campin, * vers 1375 ; † 1444), car il est considéré comme l’un des premiers portraits autonomes de la peinture européenne moderne,, dans lequel la personne représentée était représentée détachée d’un contexte de donateur religieux,.

## Sources
- Stephan Kemperdick, Der Meister von Flémalle; Die Werkstatt Robert Campins und Rogier van der Weyden, Brepols, Tournhout 1997,  (ISBN 2-503-50566-X)
- Felix Thürlemann, Robert Campin; Monografie und Werkkatalog, Prestel Verlag, München 2002,  (ISBN 3-7913-2807-7)
- Manfred Wundram, Die berühmtesten Gemälde der Welt, Bergisch Gladbach 1976
- Detlev Schwennicke, Europäische Stammtafeln Band 26: Zwischen Maas und Rhein 2, 2009 (Niederlothringen: Die Herren von Zottegem, Ressegem, Massemen und Wolverten, Brabant),  (ISBN 978-3-465-03598-5)
- Raphaël de Smedt (Hrsg.): Les chevaliers de l’ordre de la Toison d’or au XVe siècle. Notices bio-bibliographiques. 2. Auflage, Peter Lang, Frankfurt 2000,  (ISBN 3-631-36017-7) (Kieler Werkstücke. Reihe D, Nr. 3), p. 39–42, Nr. 17.
- Friedrich Winkler, Das Bildnis des Robert de Masmines(?) Vom Meister von Flémalle. In: Berliner Museen. Jahrgang 7, Heft 2, 1957, S. 37–41
- Anthony Connolly. Painting Portraits. Crowood, 2012.
- Stephan Kemperdick. The Early Portraits. Prestel, Munich. 2006.
- Eric Balthau, Robert van Massemen, heer van Massemen, Westrem, Hemelveerdegem, Beerlegem, Sint-Martens-Lierde, Sint-Maria- Lierde, Parike, Leeuwergem, Elene in: Zottegems Genootschap voor Geschiedenis en Oudheidkunde, VII, 1995, p. 153-158.
- Eric Balthau, La famille van Massemen/de Masmines. Aspects sociaux et matériels de la noblesse flamande ca. 1350 - ca. 1450, in: Images et représentations princières et nobiliaires dans les Pays-Bas bourguignons et quelques régions voisines (XIVe-XVIe s.). Rencontres de Nivelles-Bruxelles (26 au 29 septembre 1996). Actes publiés sous la direction de J.-M. Cauchies, Neufchâtel 1997 (Publication du Centre européen d'études bourguignonnes XIVe-XVIe s., 37), p. 173-193.
- Rudy van Elslande, De familie van Massemen, heren van Axel in de 14de en de 15de eeuw, in: Nieuwsbrief, nr. 78, 2011, p. 2-24
- Van Gassen H. Geschiedenis van Ninove, Delen I-II, Ninove, 1948-59, Deel II, p. 224-225.